# 椭乌贼
椭乌贼（学名：Sepia elliptica）为乌贼科乌贼属的动物。分布于马来群岛、大洋洲北部西部东部、印度东海岸，包括南海等海域，生活环境为海水，一般生活于高温高盐热带海域。该物种的模式产地在阿拉弗拉海。